# Zenit (Höhenforschungsrakete)

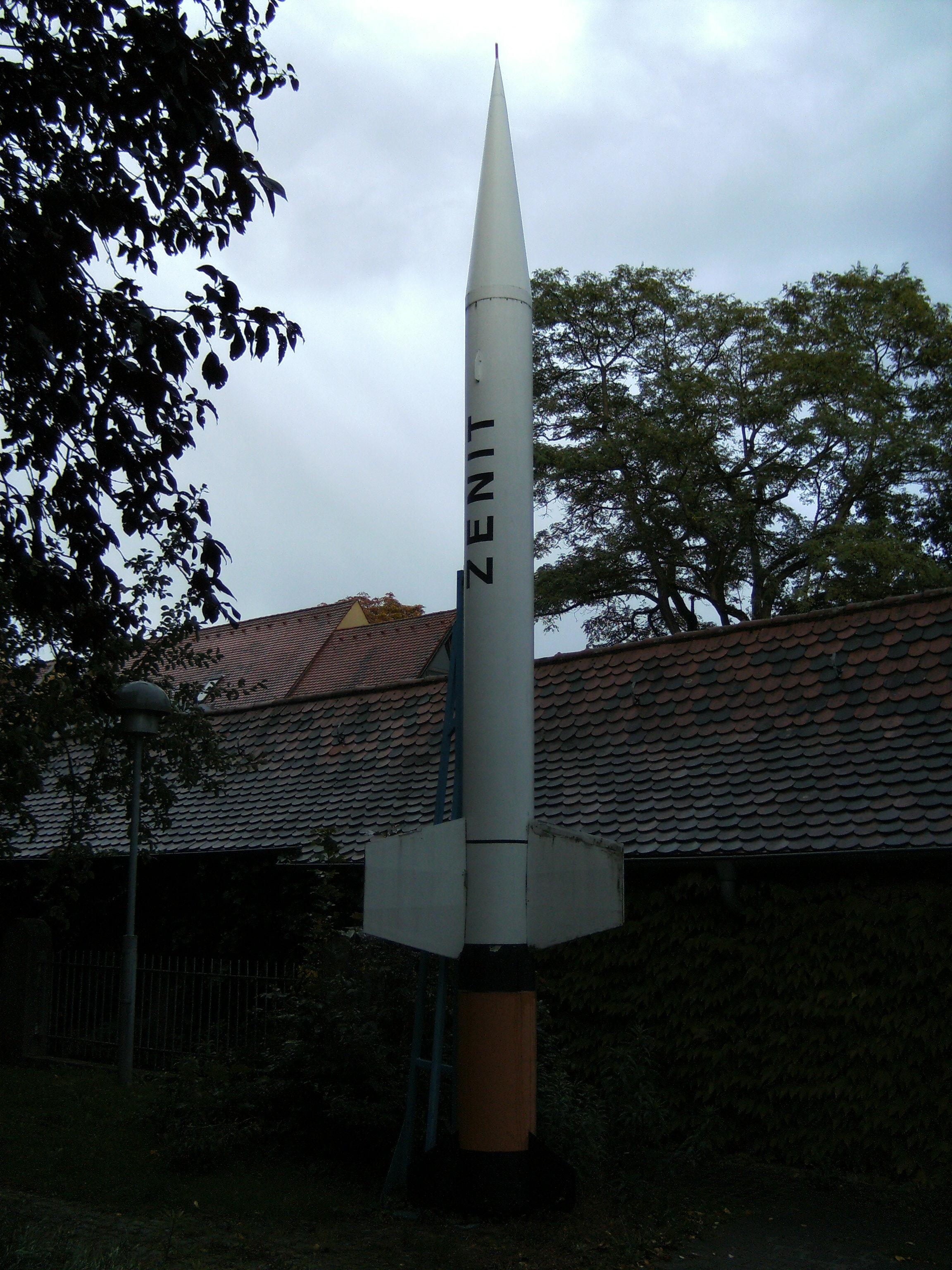
Höhenforschungsrakete Zenith vor dem Hermann-Oberth-Museum in Feucht

Zenit ist die Bezeichnung für eine von Oerlikon Contraves in der Schweiz entwickelte Höhenforschungsrakete, die unter anderem der Erforschung der Ionosphäre diente.

## Konstruktion
Die Höhenforschungsrakete Zenit war eine einstufige Rakete mit einer Länge von 5,6 Metern (Nutzlastvolumen 110 dm3), einem Durchmesser von 0,42 Metern und einem Startgewicht von 610 Kilogramm. Sie wurde von einem Feststofftriebwerk angetrieben, welches in der Startphase einen Schub von 45 kN und in der weiteren Flugphase von 22 kN (Kilonewton) lieferte und konnte eine Nutzlast von 25 Kilogramm in 210 Kilometern Höhe oder eine Nutzlast von 130 Kilogramm in eine Höhe von 115 Kilometern befördern.
Drei Flügel in Composite Bauweise mit Stahlkanten sorgten für einen stabilen Flug, auch ohne Drall der Rakete. Dennoch war das Rollverhalten der Rakete für eine mögliche Sensorabtastung, zwischen 0 und 10 U/s frei wählbar.
Durch den Einsatz des Cuckoo Booster der Firma Rocket Propulsion Establishment, England, konnte mit der 70 kg Nutzlast theoretisch eine Gipfelhöhe von 256 km erreicht werden. Die Startbeschleunigung betrug auch mit Booster nur um die 7 g. Die Zenit erreichte ohne Booster bei Brennschluss eine maximale Geschwindigkeit von 1650 m/s (ca. Mach 5.5) respektive 2100 m/s mit Booster. Bei beiden Varianten wurde nach ca. 170 Sekunden der Zenit der Flugbahn erreicht.

## Einsatz
Bei ihrem Jungfernflug am 27. Oktober 1967 von Salto di Quirra erreichte die Zenit eine Höhe von 145 Kilometern. Die Zenit wurde später nur noch zweimal gestartet und zwar am 30. Juli 1971 von Salto di Quirra mit einer britischen Rakete vom Typ „Cuckoo“ als Startstufe sowie am 13. Dezember 1973 von Andøya ebenfalls mit einer Cuckoo-Startstufe. Die Lenkwaffe RSE Kriens ebnete den Weg für die Entwicklung der Zenit.
Eine Höhenforschungsrakete vom Typ Zenit ist vor dem Hermann-Oberth-Raumfahrt-Museum in Feucht bei Nürnberg ausgestellt.
| Datum                        | Mission                         | Startturm                                                                                                   | Zenit             | Nutzlast und Bemerkungen |
| ---------------------------- | ------------------------------- | --- | ----------------- | --- |
| Oktober 1967                 | Vorversuch                      | Salto di Quirra, Startturm GIGLI                                                                            | Einige 100 m      | Startattrappe mit rund 200 kg Gewicht, wenig Impuls, aber Startbeschleunigung gleich wie Zenit zum Nachweis des kinematischen Verhaltens der Rakete im Startturm (i.a. keine Flugbahnstörungen nach Verlassen des Startturms)                                                            |
| Oktober 1967 Sonnenuntergang | Nutzlastattrappe und Telemetrie | Salto di Quirra, Startturm GIGLI                                                                            | 150 km            | 75 kg Nutzlastattrappe Telemetrie mit Distanzmesssystem, Temperatur und Beschleunigungssensoren sowie Kreisel zur Untersuchung des Rollverhaltens |
| 27.10.1967 15.45 h GMT       | Versuch                         | Salto di Quirra, Startturm GIGLI                                                                            | 145 km            | Dichte Messung mit «Redhead»-Manometern, Uni Bern (Hans Balsiger, Ernest Kopp). Messung der Ozonverteilung durch ein Photometer, Observatorium Genf (Manfred Lehmann) |
| 30.7.1971                    | ESRO Z82/1                      | Salto di Quirra, Startturm GIGLI                                                                            | 26 km             | Massenspektrometer, Uni Bern. Defekt an der Austrittskonus-Isolation bei t=6,3 s nach der Boost-Phase, Deformation der Flügel nach 15 s wegen veränderter Flamme und Abbrechen des Nasenkonus bei t=26 s mit Cuckoo Booster der Firma Rocket Propulsion Establishment, Westcott, England |
| 13.12.1972 14.19 h GMT       | DLR A-ZC-48                     | Andoya, Norwegen, Startgestell der Deutsche Forschungs- und Versuchsanstalt für Luft- und Raumfahrt (DFVLR) | 146 km nach 168 s | Massenspektrometer, Uni Bern. Retarding Potential Analyzer, DLR, Gesamtflugdauer 417 s mit Cuckoo Booster der Firma Rocket Propulsion Establishment, Westcott, England |

| Preise für die Höhenforschungsrakete ZENIT (1-10 Stück in 1967)                                          | Preise für die Höhenforschungsrakete ZENIT (1-10 Stück in 1967) | Preise für die Höhenforschungsrakete ZENIT (1-10 Stück in 1967) | Preise für die Höhenforschungsrakete ZENIT (1-10 Stück in 1967) |
| --- | --------------------------------------------------------------- | --------------------------------------------------------------- | --------------------------------------------------------------- |
| Zenit (Ohne Nutzlast)                                                                                    |                                                                 |                                                                 | 83`450 Sfr.                                                     |
| | Triebwerk                                                       |                                                                 |                                                                 |
| | Düse und Startzünder                                            |                                                                 |                                                                 |
| | Flügel                                                          |                                                                 |                                                                 |
| | Heckverkleidung                                                 |                                                                 |                                                                 |
| | Gleitschuhe                                                     |                                                                 |                                                                 |
| |                                                                 |                                                                 |                                                                 |
| Nutzlast Standardeinheit                                                                                 |                                                                 |                                                                 | 71`300 Sfr.                                                     |
| | Nutzlastzelle                                                   |                                                                 |                                                                 |
| | Stromversorgung                                                 |                                                                 |                                                                 |
| | Rückmeldeeinheit (18 Kanäle)                                    |                                                                 |                                                                 |
| | Programmgeber                                                   |                                                                 |                                                                 |
| Distanz-Messsystem                                                                                       |                                                                 |                                                                 | 4`200 Sfr.                                                      |
| Sicherheitssystem für Sprengung                                                                          |                                                                 |                                                                 | 6`050 Sfr.                                                      |
| Kommando Empfänger                                                                                       |                                                                 |                                                                 | 6`300 Sfr.                                                      |
| Integration der Wissenschaftlichen Experimente                                                           |                                                                 |                                                                 | 50`000 Sfr.                                                     |
| Funktionsprüfung                                                                                         |                                                                 |                                                                 | 37`000 Sfr.                                                     |
| Schiessplatzkosten (3 Wochen)                                                                            |                                                                 |                                                                 | 50`000 Sfr.                                                     |
| Schiessplatzmaterial (Miete pro Woche)                                                                   | Kommandopult                                                    |                                                                 | 123 Sfr.                                                        |
| | Kommandosender                                                  |                                                                 | 780 Sfr.                                                        |
| | Telemetrie Empfangsstation                                      |                                                                 | 2125 Sfr.                                                       |
| | Balancier- und Justiereinrichtung                               |                                                                 | 210 Sfr.                                                        |
| Ingenieure (pro Stunde)                                                                                  |                                                                 |                                                                 | 37 Sfr.                                                         |
| Techniker (pro Stunde)                                                                                   |                                                                 |                                                                 | 34 Sfr.                                                         |
| Abschuss innerhalb 12 Monate nach Fertigung. Garantiepflicht gilt bis zur Zeit des Startes (t=0)         |                                                                 |                                                                 |                                                                 |
| Antwort der Contraves AG an eine Anfrage der Kommission für Raumforschung an A. Liener, 1. Dezember 1967 |                                                                 |                                                                 |                                                                 |